# Zuidwest-Saksisch voetbalkampioenschap 1911/12
In 1911/12 werd het zevende voetbalkampioenschap van Zuidwest-Saksen gespeeld, dat georganiseerd werd door de Midden-Duitse voetbalbond. Chemnitzer BC werd kampioen en plaatste zich zo voor de Midden-Duitse eindronde, de club versloeg Döbelner SC met 8:4 en verloor dan met 4:0 van SpVgg 1899 Leipzig.

## 1. Klasse
| Plaats | Club                       | Wed. | W  | G | V  | Saldo | Ptn.  |
| ------ | -------------------------- | ---- | -- | - | -- | ----- | ----- |
| 1.     | Chemnitzer BC 1899         | 14   | 13 | 0 | 1  | 66:20 | 26:2  |
| 2.     | Mittweidaer BC 1896        | 14   | 11 | 0 | 3  | 64:17 | 22:6  |
| 3.     | FC Sturm 1904 Chemnitz     | 14   | 9  | 1 | 4  | 63:34 | 19:9  |
| 4.     | Mittweidaer FC 1899        | 14   | 6  | 2 | 6  | 27:37 | 14:14 |
| 5.     | SC Reunion 1901 Chemnitz   | 14   | 6  | 1 | 7  | 13:42 | 13:15 |
| 6.     | FC Germania 1897 Mittweida | 14   | 4  | 1 | 9  | 41:45 | 9:19  |
| 7.     | Chemnitzer SC 1900         | 14   | 3  | 0 | 11 | 21:61 | 6:22  |
| 8.     | SC National 1900 Chemnitz  | 14   | 1  | 1 | 12 | 8:47  | 3:25  |

|  | Kampioen, geplaatst voor Midden-Duitse eindronde |